# Astra 1KR
Astra 1KR luxemburgi kommunikációs műhold. A használhatatlan Astra 1K feladatát (három műhold pótlása) az Astra 1L felbocsátásával vették át.

## Küldetés
Elősegíteni a rádió- és televíziócsatornák kisméretű parabolaantennával történő analóg vételét. Analóg és digitális műsorszolgáltató műhold, Európában, Közel-Keleten és a Nyugat-Ázsiában végez szolgáltatást.

## Jellemzői
Gyártotta a Lockheed Martin Commercial Space System, üzemeltette a Société Européenne des Satellites-Astra (SES Astra) Európa műhold üzemeltető magáncége. Pályára állításával az Astra 1A, Astra 1B és az Astra 1C egységeket kikapcsolták.
Megnevezései: COSPAR:2006-012A; SATCAT kódja: 29055.
2006. április 20-án a Cape Canaveralről, a LC-41 jelű indítóállványról egy Atlas–5 ([411] AV-008) hordozórakétával állították közepes magasságú Föld körüli pályára (MEO = Medium Earth Orbit). Az orbitális pályája 1433,29 perces, 0,23° hajlásszögű, Geoszinkron pálya perigeuma 35 695 kilométer, az apogeuma 35 768 kilométer volt.
Alakja kockatest. Tömege 4332 kilogramm. Szolgálati idejét 15 évre tervezték. Három tengelyesen stabilizált (Nap-Föld érzékeny) űreszköz. 66 televíziós csatorna, valamint videó és internet szolgáltatást végez. Telemetriai szolgáltatását antennák segítik. Információ lejátszó KU-sávos, 32 (26 aktív+6 tartalék) transzponder biztosította Európa lefedettségét. Az űreszközhöz napelemeket (gallium- arzenid) rögzítettek, éjszakai (földárnyék) energia ellátását újratölthető kémiai, nikkel-hidrogén akkumulátorok biztosították. A stabilitás és a pályaelemek elősegítése érdekében (monopropilén hidrazin) gázfúvókákkal felszerelt.